# Harrington (Waszyngton)
Harrington – miasto w Stanach Zjednoczonych, w stanie Waszyngton, w hrabstwie Lincoln.